# Seattle SuperSonics
I Seattle SuperSonics sono stati una franchigia statunitense di pallacanestro con sede nella città di Seattle (Washington), attivi nella NBA dal 1967 al 2008; hanno vinto il titolo nel 1979.
Nel 2008 la franchigia è stata spostata ad Oklahoma City (Oklahoma), dando vita agli Oklahoma City Thunder; la vecchia denominazione, il vecchio logo e i vecchi colori sono rimasti liberi e disponibili per future squadre che avranno sede a Seattle.

## Storia

### Gli inizi
Il 20 dicembre del 1966, a Los Angeles, all'imprenditore Sam Schulman, a Eugene V. Klein e ad un gruppo di soci di minoranza fu assegnato il franchise NBA per la città di Seattle. Schulman avrebbe operato come partner attivo e messo a capo della squadra operativa. Il nome SuperSonics venne scelto a seguito del progetto della Boeing chiamato Boeing 2707 o SST, progetto successivamente cancellato e la squadra fu la prima professionistica della città di Seattle. La franchigia iniziò a giocare nell'ottobre del 1967, l'allenatore scelto fu Al Bianchi e contava tra le file alcuni campioni come Walt Hazzard, Bob Rule e Al Tucker. La prima partita segnò una sconfitta per 144 a 116, e la stagione finì con 23 vittorie e 59 sconfitte. Hazzard venne scambiato con Lenny Wilkens degli Atlanta Hawks prima dell'inizio della stagione successiva. Wilkens raggiunse una media di 22,4 punti, 8,2 assist e 6,2 rimbalzi a partita nella stagione 1968–69. Rule, nel frattempo, migliorò la propria media portandola a 24,0 punti e 11,5 rimbalzi a partita. I SuperSonics vinsero però soltanto 30 partite e Bianchi venne rimpiazzato da Lenny Wilkens come giocatore allenatore per la stagione successiva.

### Anni settanta

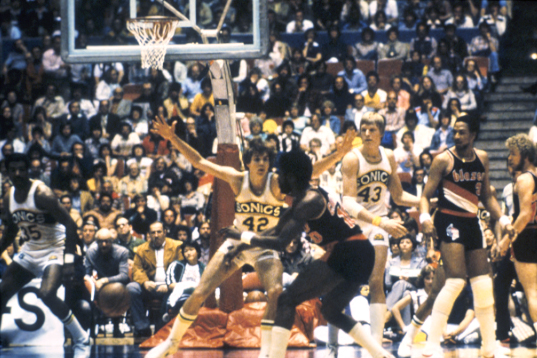
Una sfida tra i SuperSonics e i Blazers nel 1978

Wilkens e Rule rappresentarono entrambi Seattle negli NBA All-Star Game 1970, e Wilkens vinse la classifica degli assist dell'NBA nella stagione 1969-70. Nel giugno del 1970 i proprietari delle squadre dell'NBA votarono a favore (13 voti contro 4) per unificarsi con l'ABA; il proprietario dei SuperSonics, Sam Schulman, un membro del comitato per l'integrazione dei due campionati, era un tale sostenitore dell'unione delle due leghe da annunciare pubblicamente che, nel caso in cui la NBA non avesse accettato l'accordo di fusione con la ABA, avrebbe trasferito i SuperSonics dalla NBA all'ABA. Schulman minacciò inoltre di spostare la sua squadra, appena fosse entrata a far parte dell'ABA, a Los Angeles per rivaleggiare direttamente con i Lakers. Il processo di Oscar Roberston tuttavia ritardò la fusione, e i SuperSonics restarono a Seattle.
All'inizio della stagione 1970-71, comunque, Rule si ruppe il tendine d'Achille e non poté giocare per il resto della stagione. Wilkens fu nominato All-Star Game MVP nel 1971, ma la grande novità della stagione arrivò quando Schulman riuscì a mettere sotto contratto Spencer Haywood, matricola dell'anno ed MVP dell'ABA, dopo una lunga battaglia legale. Nella seguente stagione, i SuperSonics continuarono ad ottenere vittorie dopo la loro prima stagione vincente (47-35). La squadra, capitanata dall'allenatore/giocatore Wilkens e dall'All Star Haywood, raggiunse una marcatura di 46-27 il 3 marzo, ma, più avanti nella stagione, una serie di infortuni subiti da Haywood, Dick Snyder e Don Smith contribuirono alla perdita di otto delle loro nove partite finali — diversamente, la formazione del 1971-72 avrebbe potuto diventare la prima squadra della franchigia a raggiungere i play-off. La stagione seguente, Wilkens venne ceduto a Cleveland con un accordo molto impopolare, e senza la sua guida i SuperSonics precipitarono ad un record negativo di 26-56. Uno dei pochi punti di luce della stagione fu la seconda convocazione consecutiva di Haywood per l'All-NBA First Team, per la sua media di 29,2 punti/partita e 12,9 rimbalzi/partita, un record per i SuperSonics.
Il leggendario Bill Russell venne assunto come capo allenatore l'anno seguente, e nel 1975 condusse i SuperSonics ai playoff per la prima volta. La squadra, che contava tra le sue file Haywood, la guardia Fred Brown, Slick Watts ed il roccioso centro Tommy Burleson, sconfisse i Detroit Pistons in sole tre partite per poi capitolare con quelli che sarebbero diventati i campioni della stagione, i Golden State Warriors, in sei partite. La stagione seguente, i SuperSonics cedettero Haywood a New York, costringendo gli altri giocatori a rimediare all'attacco rimasto debole. La guardia Fred Brown, ormai alla sua quinta stagione, fu scelto per l'All-Star Game del 1976, e fu quinto nella lega per punteggio medio e percentuale al tiro libero.
 Washington Bullets -  Seattle S.Sonics 102-106

 Seattle S.Sonics -  Washington Bullets 98-106

 Seattle S.Sonics -  Washington Bullets 93–92

 Washington Bullets -  Seattle S.Sonics 120–116

 Washington Bullets -  Seattle S.Sonics 94-98

 Seattle S.Sonics -  Washington Bullets 82-117
 Washington Bullets -  Seattle S.Sonics 105-99
Il gioco di Burleson continuò a migliorare, mentre Watts fu il leader NBA sia per assist che palle rubate, e fu convocato nell'All-NBA Defensive First Team. Ancora una volta i SuperSonics conquistarono i play-off, ma persero contro i Phoenix Suns in sei partite, nonostante grandi performance di Brown (28.5 ppg) e di Burleson (20,8 ppg) durante tutti i playoff.
Russell lasciò i SuperSonics dopo la stagione 1976-77, e con la guida del nuovo coach Bob Hopkins la squadra cominciò negativamente la stagione (5-17). Lenny Wilkens fu richiamato a sostituire Hopkins, e le sorti della squadra si risollevarono immediatamente.
I SuperSonics vinsero undici delle loro prime dodici partite con Wilkens, e conclusero la stagione con un 47-35, vinsero il titolo della Western Conference e rimasero in vantaggio sugli Washington Bullets di tre incontri a due, prima di perdere alla settima e decisiva partita nelle finali di NBA del 1978.
 Seattle S.Sonics -  Washington Bullets 97–99

 Seattle S.Sonics -  Washington Bullets 92–82

 Washington Bullets -  Seattle S.Sonics 95–105

 Washington Bullets -  Seattle S.Sonics 112–114

 Seattle S.Sonics -  Washington Bullets 97–93
Ad eccezione della partenza per New York del pivot Marvin Webster, la rosa dei SuperSonics rimase praticamente intatta, e nella stagione successiva vinsero il primo titolo della divisione.
Nei playoff, i SuperSonics sconfissero i Phoenix Suns in una serie da sette partite, scontrandosi poi per la seconda volta con i Washington Bullets in finale. Questa volta furono i Bullets a perdere in cinque partite, e i SuperSonics vinsero così il loro primo titolo NBA. Il roster campione della lega includeva il potente duo formato da Gus Williams e Dennis Johnson, MVP della finale; il centro Jack Sikma, le ali John Johnson e Lonnie Shelton, nonché le fondamentali riserve Fred Brown e Paul Silas.

### Anni ottanta
La stagione 1979-80 vide i SuperSonics finire secondi nella Pacific Division alle spalle dei Los Angeles Lakers con un solido record 56-26.
Fred Brown vinse il primo titolo di miglior tiratore da tre punti dell'NBA, Jack Sikma giocò nel secondo dei suoi sette All-Star Game, Gus Williams e Dennis Johnson furono inseriti nell'All-NBA Second Team e Johnson fu inserito nell'All-NBA First Defensive Team per il secondo anno consecutivo.
I SuperSonics disputarono le Western Conference Finals per la terza stagione consecutiva ma persero in cinque partite contro i Lakers. Fu l'ultima apparizione della coppia Williams-Johnson in maglia SuperSonics, dato che Johnson fu ceduto ai Phoenix Suns prima dell'inizio della stagione 1980-1981 e Williams restò fermo tutto l'anno a causa di una disputa contrattuale.
Come risultato, i SuperSonics conclusero all'ultimo posto nella Pacific Division con un pessimo record di 34-48.
Williams fu reintegrato in squadra nella stagione 1981-82 e Seattle concluse rispettivamente con un 52-30 ed un 48-34 i due anni successivi.
Durante il mese di ottobre del 1983, il primo proprietario Sam Schulman cedette i SuperSonics a Barry Ackerley, facendo iniziare un periodo di declino e mediocrità per la franchigia. Il 1984 vide il ritiro di Fred Brown dopo aver giocato 13 produttive stagioni, tutte con Seattle.
La sua carriera rappresentava molto della storia dei SuperSonics a quel tempo, essendo stato nella stessa squadra di Rule e Wilkens durante la sua stagione da rookie, giocando un ruolo chiave nella prima qualificazione di Seattle ai play-off e diventando un fondamentale sesto uomo durante l'anno del titolo.
In riconoscimento del suo grande contributo alla squadra, il numero di Brown fu ritirato nel 1986. Lenny Wilkens lasciò l'organizzazione dopo la stagione 1984-85, e quando Jack Sikma fu ceduto al termine della stagione 1985-86, l'ultimo giocatore presente nei SuperSonics che vinsero il campionato del 1979 (a parte il preparatore Frank Furtado) se ne andò.
Tra i pochi highlights dei SuperSonics nella seconda metà degli anni'80 ci furono il premio di MVP dell'All-Star Game a Tom Chambers nel 1987, l'inattesa marcia nei playoff dello stesso anno fino alle finali di Western Conference partendo dalla testa di serie numero 7 (i primi a riuscire nell'impresa), e le prestazioni del trio Chambers-McDaniel-Ellis. I tre viaggiarono tutti sopra i 20 punti di media, con Ellis a quota 25,8, McDaniel a 21,4 e Chambers a 20,4. Nella stagione 1988-89, dopo la cessione di Chambers ai Phoenix Suns, Ellis aumentò la sua media punti fino a 27,5 a partita e arrivò secondo nella classifica dei migliori tiratori da 3 punti della lega. I SuperSonics chiusero con un record vinte/perse di 47-35 e raggiunsero il secondo turno dei Playoffs NBA del 1989.

### Anni novanta

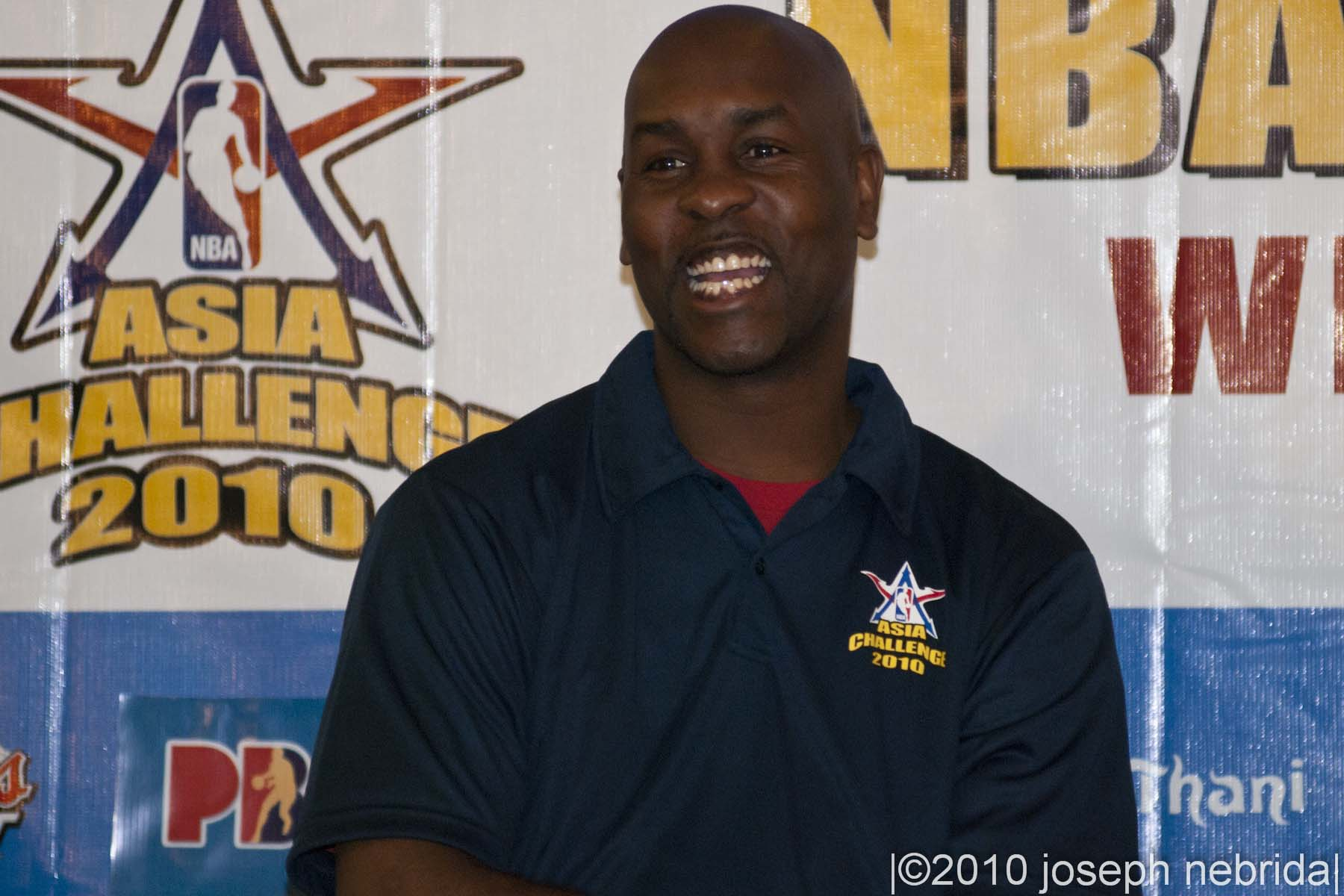
Gary Payton, il giocatore che detiene il record assoluto di presenze con i SuperSonics (999)

I SuperSonics iniziarono la rifondazione con la scelta al draft di Shawn Kemp nel 1989 e della guardia Gary Payton nel 1990 e la cessione di Dale Ellis e Xavier McDaniel ad altre squadre. Fu l'arrivo di George Karl come capo allenatore nel 1992, tuttavia, che segnò un ritorno di competitività nella stagione regolare e nei play-off per i SuperSonics.
Con il continuo miglioramento di Gary Payton e Shawn Kemp, i SuperSonics registrato un record di 55-27 nella stagione 1992-93 e persero dopo sette partite contro i Phoenix Suns nelle finali della Western Conference.
L'anno successivo, 1993-94, i SuperSonics ebbero il miglior record della NBA con un formidabile 63-19, ma furono incredibilmente eliminati al primo turno per mano dei Denver Nuggets, diventando la prima squadra qualificata come prima assoluta a perdere una serie di playoff contro un'ottava classificata. I Sonics si trasferirono al Tacoma Dome per la stagione 1994-95, dato che il Colosseo subì dei lavori di ristrutturazione concludendo la stagione al secondo posto con un 57-25 di record. Ancora una volta, i Sonics furono eliminati al primo turno, questa volta per mano dei Los Angeles Lakers in quattro partite.
 Seattle S.Sonics -  Chicago Bulls 90–107

 Seattle S.Sonics -  Chicago Bulls 88–92

 Chicago Bulls -  Seattle S.Sonics 108–86

 Chicago Bulls -  Seattle S.Sonics 86-107

 Chicago Bulls -  Seattle S.Sonics 78-89

 Seattle S.Sonics -  Chicago Bulls 75-87
Il team fece ritorno al Colosseo, ribattezzato KeyArena, per la stagione 1995-96. Probabilmente proprio in quell'anno si è visto il più forte roster Supersonics di sempre (che infatti registrò un record di 64-18) formato dagli All-NBA Second Team Kemp e Payton, più Detlef Schrempf, il centro Sam Perkins e le guardie Hersey Hawkins e Nate McMillan. Il team raggiunse le finali NBA ma perse contro i Bulls di Michael Jordan, in sei partite.
Seattle ha continuato ad essere una big della Western Conference durante le seguenti due stagioni, vincendo 57 partite nel 1996-97 e 61 partite nel 1997-98, conquistando così il secondo e terzo titolo di Pacific Division. Alla fine della stagione 1997-1998 lo storico specialista difensivo Nate McMillan si ritirò, e disaccordi con il management portarono Karl alla fine del suo mandato come capo allenatore. Egli fu sostituito dall'ex Sonic Paul Westphal per la stagione 1998-1999, che però vide i SuperSonics cadere nuovamente in un lungo periodo di mediocrità.

### Anni duemila
Westphal venne licenziato durante la stagione 2000-01 e venne sostituito dal vice allenatore Nate McMillan ad interim, diventando effettivo l'anno successivo. La stagione 2002-03 vide il passaggio dell'All-Star Gary Payton ai Milwaukee Bucks, segnando la fine della striscia di 11 stagioni consecutive terminate dai Sonics con una percentuale di vittorie sopra il 50%, striscia che a quel tempo era la seconda più lunga di sempre. Nel 2004–05 la squadrà destò stupore ottenendo il sesto titolo di Division sotto la leadership di Ray Allen e Rashard Lewis, con 52 partite vinte. Sarebbe stata l'ultima apparizione ai playoff dei SuperSonics. Nel corso del 2005, l'allenatore Nate McMillan abbandonò la panchina di Seattle per sedersi su quella dei Portland Trail Blazers. Dopo il suo addio, la squadra fece un brusco passo indietro attestandosi su un record di 35–47.

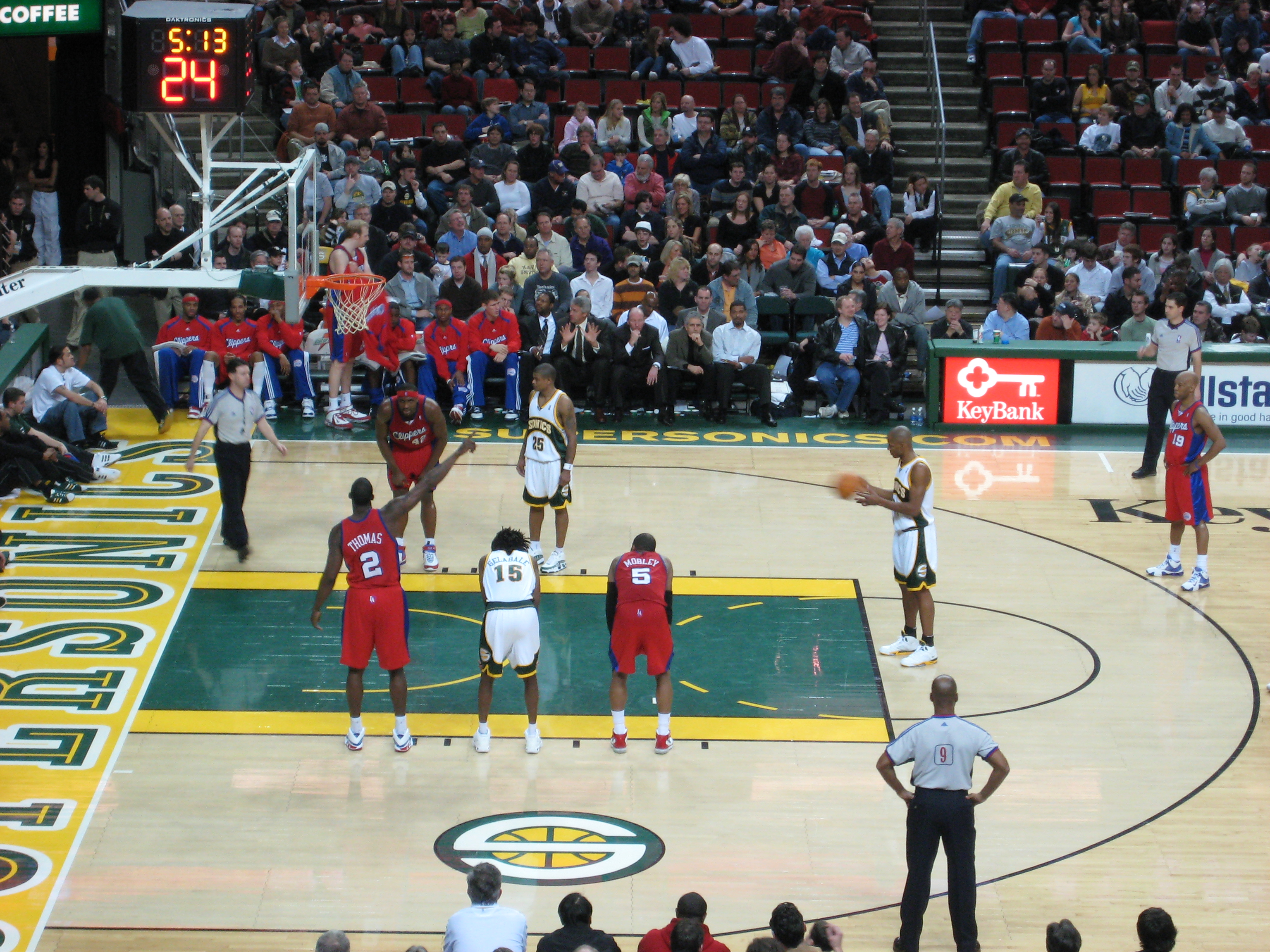
Ray Allen, mentre tira i due tiri liberi in una delle ultime partite dei Sonics.

Il 22 maggio 2007, i SuperSonics videro assegnarsi la seconda scelta assoluta nel Draft NBA 2007, eguagliando la più alta scelta che la squadra abbia mai ricevuto.
Selezionarono Kevin Durant proveniente dall'università del Texas. Il 28 giugno, i SuperSonics scambiarono Ray Allen e la 35ª scelta del 2º round (Glen Davis) durante il Draft NBA 2007 ai Boston Celtics in cambio dei diritti sulla 5ª scelta del draft Jeff Green, Wally Szczerbiak, e Delonte West. Il 17 luglio 2007, i SuperSonics e gli Orlando Magic si accordarono per una sign and trade per Rashard Lewis. I SuperSonics ricevettero una futura seconda scelta al draft pick e $9,5 milioni di trade exception dai Magic. Il 20 luglio i SuperSonics usarono la trade exception e la seconda scelta dei Magic per acquisire Kurt Thomas e due prime scelte al draft dai Phoenix Suns.
La stagione iniziò molto male per i SuperSonics, a causa degli incontri falliti con la città per la nuova arena e la minaccia di uno spostamento della squadra ad Oklahoma City. Con lo scambio di Ray Allen, persero le prime 8 partite con il coach P.J. Carlesimo e chiusero il primo mese con sole 3 vittorie e 14 sconfitte. Kevin Durant non disattese comunque le aspettative, guidando i rookies con 20,3 punti, 4,4 rimbalzi e 2,4 assist a partita e vinse il premio Rookie of the Year, premio che ogni anno viene assegnato al miglior giocatore alla prima stagione. In ogni caso, nonostante l'innesto del giovanissimo Durant, i Sonics conclusero quella che successivamente si rivelerà come la loro ultima stagione a Seattle con il peggior record nella storia della franchigia (20 vittorie e 62 sconfitte).

### Spostamento

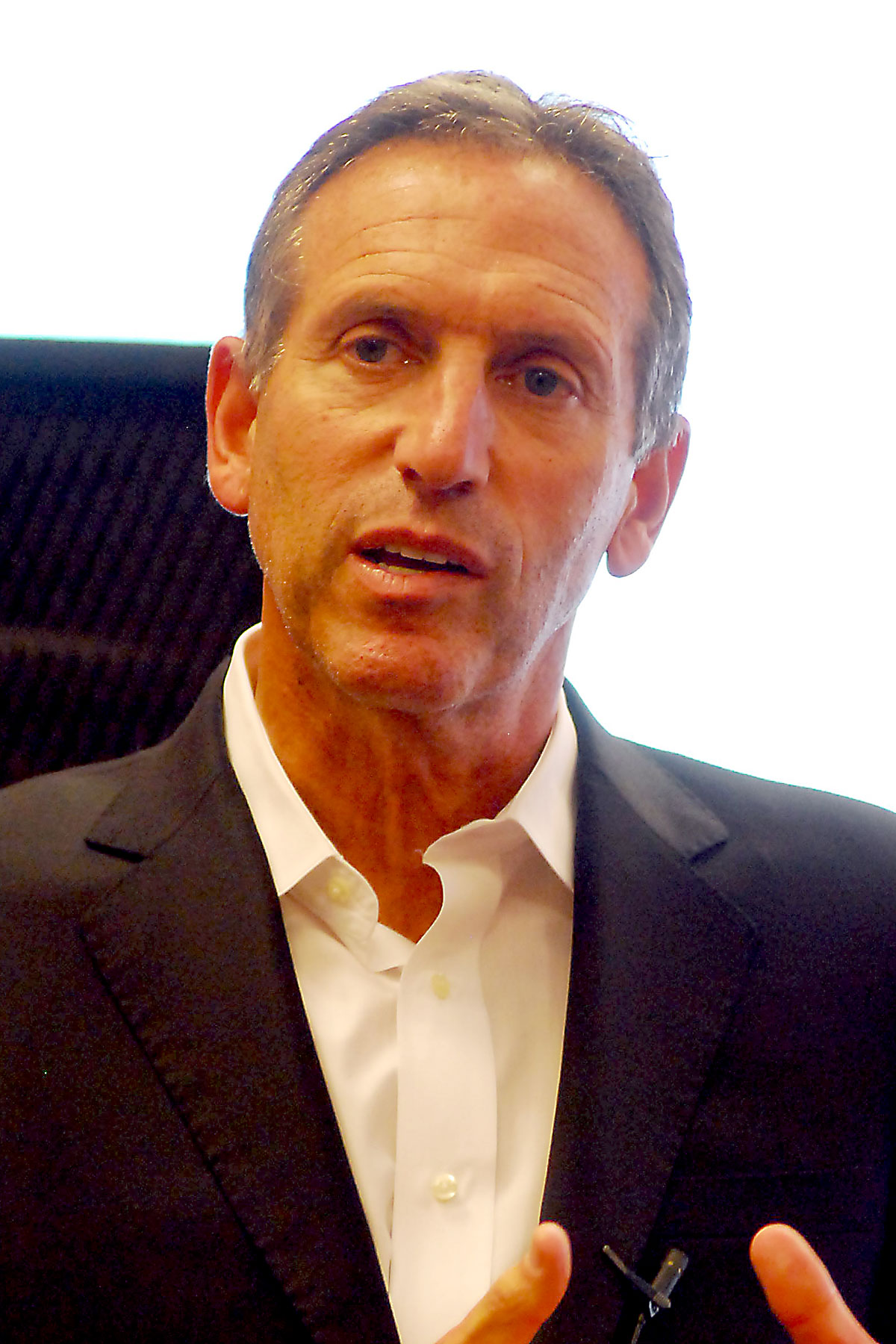
Howard Schultz

Nel 2006, dopo molti sforzi infruttuosi per persuadere lo Stato di Washington a elargire fondi per migliorare la KeyArena, la proprietà del gruppo SuperSonics, guidata da Howard Schultz, cedette la squadra al gruppo Professional Basketball LLC (PBC), un gruppo di investimenti guidato dall'imprenditore di Oklahoma City Clayton Bennett. L'acquisto per 350 milioni di dollari includeva anche la squadra dei Seattle Storm WNBA. La precedente proprietà, la Basketball Club of Seattle guidata dal proprietario della Starbucks, Howard Schultz, cedette il club al gruppo di Bennett poiché pensava che questi non volesse spostare immediatamente la squadra ad Oklahoma City, ma che invece, provasse a tenerla a Seattle; i politici di entrambe le città sembravano propendere per mantenere la franchigia nella "Rain City".
In particolare, il sindaco di Oklahoma City Mick Cornett dichiarò: «Credo sia presuntuoso pensare che Clay Bennett e il suo gruppo non saranno proprietari della squadra di Seattle per molto, molto tempo a Seattle o da qualche altra parte, e che sposteranno la franchigia a Oklahoma City». E continuò dicendo:
«Capisco che la gente possa pensare che questo sembri essere uno scenario probabile, ma è solo una speculazione».
Nel 2007, non riuscendo a persuadere il governo locale a finanziare un complesso sportivo da 500 milioni di dollari, il gruppo di Bennett notificò all'NBA che aveva intenzione di spostare la squadra ad Oklahoma City e richiese un arbitrato con la città di Seattle per interrompere l'affitto della KeyArena. Quando un giudice respinse la richiesta, Seattle fece causa al gruppo di Bennett chiedendo il rispetto del contratto che prevedeva che la squadra giocasse alla KeyArena fino al 2010.
Il 2 luglio del 2008 venne trovato un accordo che permetteva alla squadra di spostarsi a determinate condizioni, che includevano il pagamento di 45 milioni di dollari alla città di Seattle e la possibilità di pagare ulteriori 30 milioni nel 2013, qualora non dovesse arrivare in sostituzione una nuova squadra professionistica in città. L'accordo prevedeva anche che il nome SuperSonics non sarebbe stato usato da Oklahoma City e che la storia della squadra verrà divisa tra Oklahoma City e la futura squadra di Seattle. La nuova squadra assunse il nome di Oklahoma City Thunder nella stagione 2008-09 diventando la terza squadra professionistica dell'NBA ad essere rilocata nel decennio.
Nei mesi precedenti alla sentenza, Seattle rese note delle conversazioni occorse via email nel gruppo di Bennett, ipotizzando che alcuni membri volessero spostare la squadra anche prima dell'acquisto nel 2006. Prima di allora, il co-proprietario dei Sonics, Aubrey Mclendon, dichiarò a un giornale di Oklahoma City di «non aver comprato la squadra per tenerla a Seattle. Speravamo di venire qui», anche se Bennett ha negato di essere a conoscenza delle dichiarazioni. Seattle ha utilizzato queste dichiarazioni per cercare di dimostrare che la negoziazione non si fosse tenuta in buona fede, spingendo Schultz a avviare una causa per annullare la vendita e fare decidere un tribunale sulla proprietà. La NBA sostenne la nullità della causa, dovuta al fatto che Schultz aveva firmato un patto secondo il quale non avrebbe fatto causa a Bennett, e che, in ogni caso, la proposta avrebbe violato le regole della lega. Schultz abbandonò la causa prima dell'inizio della stagione 2008-2009.
Nel 2009, dei registi dell'area di Seattle che si facevano chiamare "Seattle SuperSonics Historical Preservation Society" produssero un documentario critico dal titolo "Sonicsgate - Requiem For A Team" ("Sonicsgate - Requiem di una squadra"), che affronta in dettaglio la nascita e la morte dei Seattle SuperSonics. Il lungometraggio focalizza l'attenzione in particolare sugli aspetti scandalosi dello spostamento della squadra da Seattle, e vinse il Webby Award del 2010 come 'Miglior lungometraggio sullo sport'.

### Possibile ritorno
Nel mese di settembre del 2012 si diffonde la notizia di un progetto portato avanti dal comune di Seattle in collaborazione con un gruppo d'investitori con a capo il manager Chris Hansen, già proprietario delle arene di Seattle Seahawks e Seattle Mariners, e Steve Ballmer, amministratore delegato di Microsoft, per la costruzione di una nuova arena da destinare a una squadra NBA o NHL. Il valore complessivo del progetto ammonterebbe a circa 490 milioni di dollari, 200 dei quali stanziati dal comune di Seattle ed i restanti dagli imprenditori, ai quali vanno aggiunti ulteriori capitali da essere investiti per creare vie alternative per decongestionare il traffico (già abbastanza massiccio nel centro di Seattle).
Il 17 settembre 2012 il consiglio comunale di Seattle si raduna e dà un responso positivo riguardo al progetto; ma è il successivo 24 settembre che si tiene la seconda e decisiva votazione: grazie all'esito positivo, viene autorizzata la costruzione della nuova arena, a patto che venga prima rilevata una franchigia NBA da trasferire a Seattle.
Il 9 gennaio 2013 i media statunitensi riportarono delle indiscrezioni piuttosto insistenti riguardo ad una trattativa in stato avanzato tra la cordata Hansen-Ballmer ed i fratelli Maloof, proprietari dei Sacramento Kings, per l'acquisto della franchigia californiana: l'affare, secondo alcune fonti, si sarebbe aggirato intorno ai 500 milioni di dollari per rilevare il 65% della proprietà, ed inoltre avrebbe dovuto prevedere lo spostamento dei Kings a Seattle già dalla stagione 2013-2014, giocando per due o tre anni nella KeyArena, in attesa che i lavori per la costruzione della nuova arena fossero terminati.
Tuttavia, il 29 aprile 2013 un comitato formato da 12 dei 30 proprietari delle squadre NBA ha votato all'unanimità per non trasferire i Kings a Seattle. I fratelli Maloof, proprietari dei Kings, in seguito alla decisione hanno iniziato a trattare la cessione della squadra ad un gruppo di proprietari disposto a tenerla nella capitale della California. Il 15 maggio 2013 il comitato di proprietari della NBA ha ufficialmente rifiutato, con 22 voti contro ed 8 a favore, il trasferimento dei Kings a Seattle; il successivo 17 maggio i fratelli Maloof hanno ceduto la squadra ad un gruppo di proprietari disposto a mantenerla nella capitale della California e a finanziare la costruzione di una nuova arena.

## Strutture
- Climate Pledge Arena (1968-1978; 1985-2008)
- Kingdome (1978-1985)

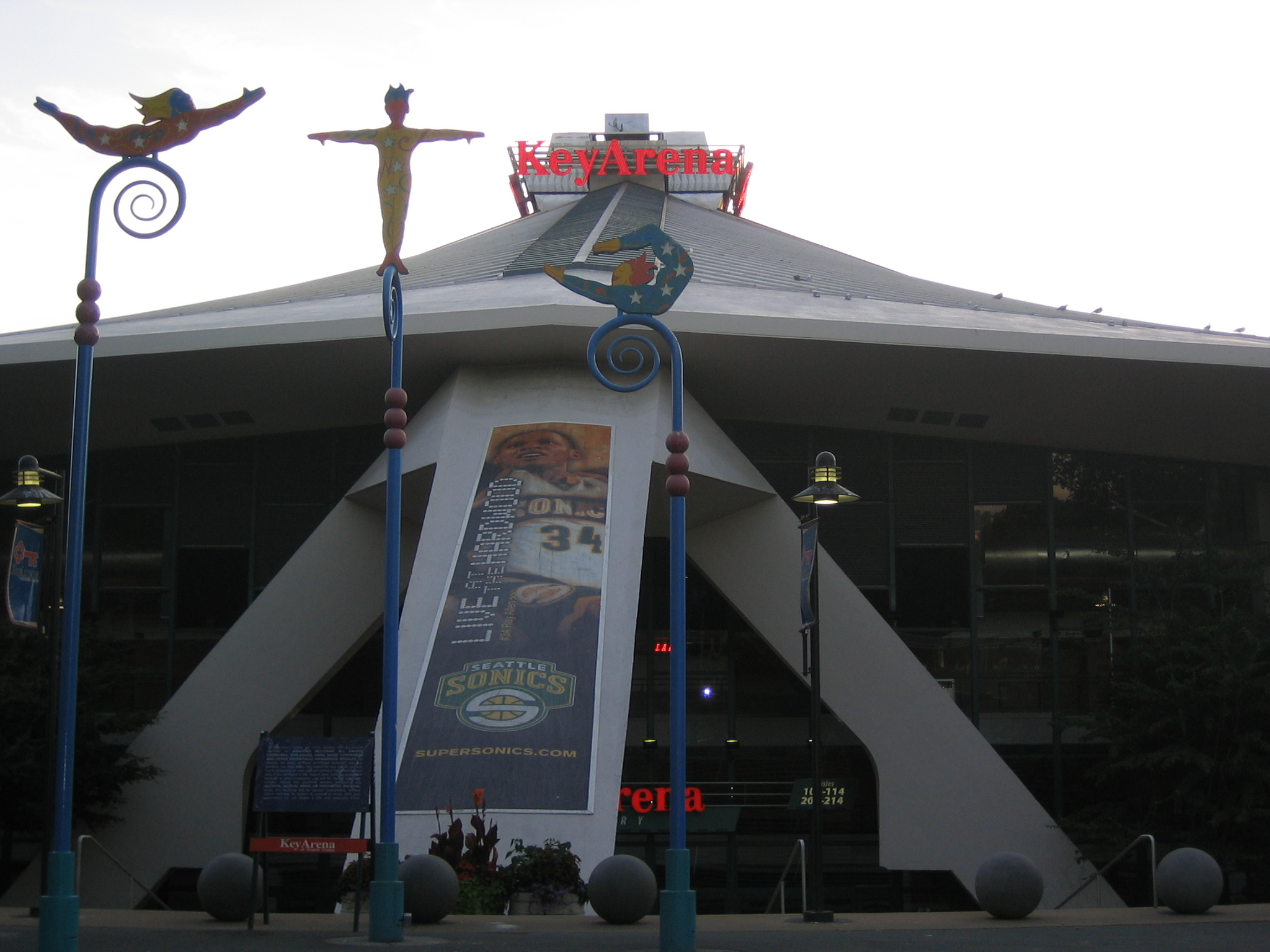
Climate Pledge Arena
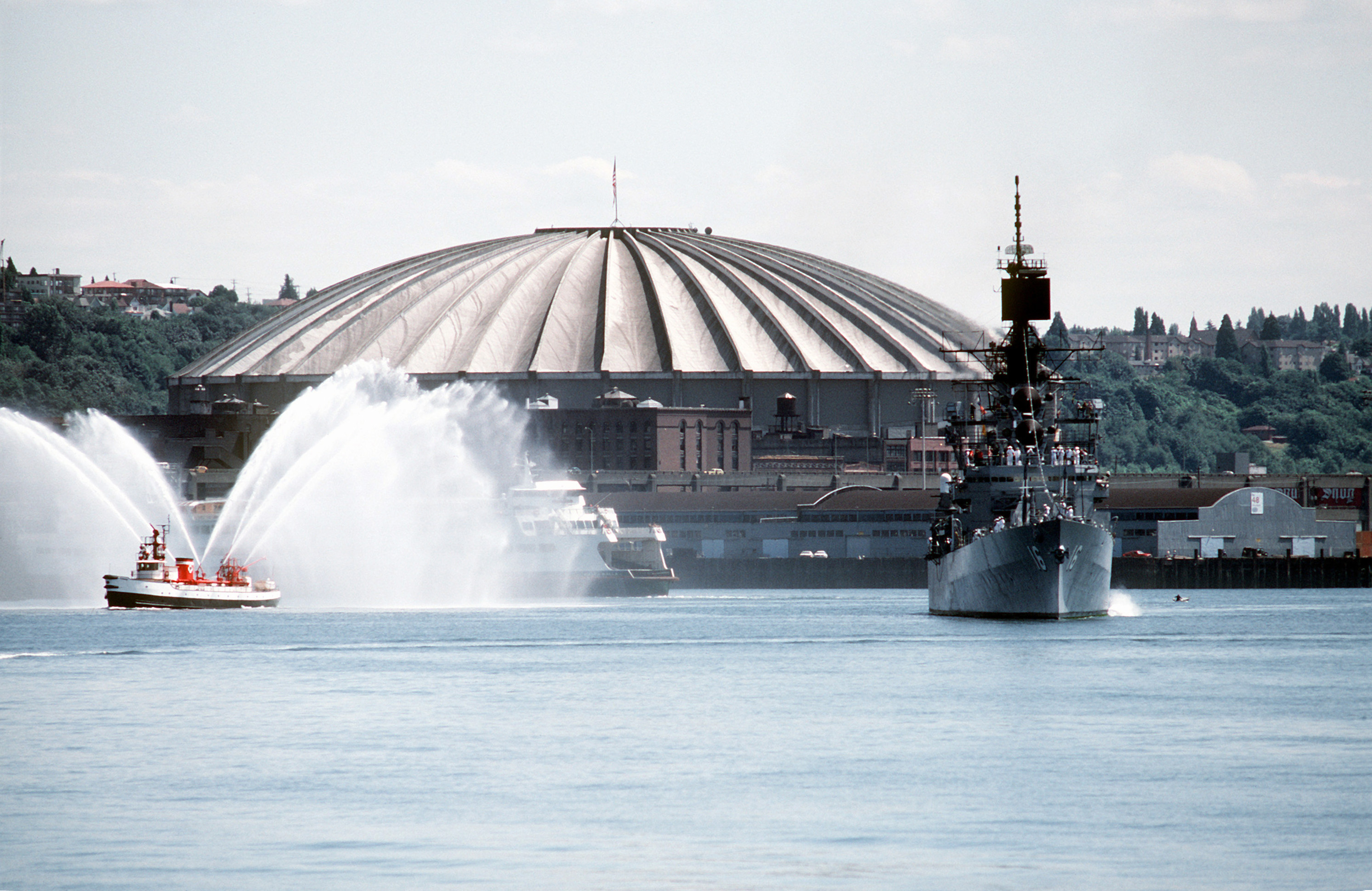
Kingdome

## Divise
| 1995-01 c | 1995-01 c | 1995-01 c | 2001-08 c | 2001-08 t | 2001-08 t |

## Record stagione per stagione
| Campione NBA | Campione di Conference | Campione di Division | † Stagione accorciata a causa del lockout |

| Stagione            | V    | P    | %    | F  | Play-off                                                                                           | Risultati                                                                                  |
| ------------------- | ---- | ---- | ---- | -- | -------------------------------------------------------------------------------------------------- | ------------------------------------------------------------------------------------------ |
| Seattle SuperSonics |      |      |      |    | |                                                                                            |
| 1967-68             | 23   | 59   | 28,0 | 5º | -                                                                                                  | -                                                                                          |
| 1968-69             | 30   | 52   | 36,6 | 6º | -                                                                                                  | -                                                                                          |
| 1969-70             | 36   | 46   | 43,9 | 5º | -                                                                                                  | -                                                                                          |
| 1970-71             | 38   | 44   | 46,3 | 4º | -                                                                                                  | -                                                                                          |
| 1971-72             | 47   | 35   | 57,3 | 3º | -                                                                                                  | -                                                                                          |
| 1972-73             | 26   | 56   | 31,7 | 4º | -                                                                                                  | -                                                                                          |
| 1973-74             | 36   | 46   | 43,9 | 3º | -                                                                                                  | -                                                                                          |
| 1974-75             | 43   | 39   | 52,4 | 2º | Vince il Primo Round Perde le Conference Semifinals                                                | Seattle 2, Detroit 1 Golden State 4, Seattle 2                                             |
| 1975-76             | 43   | 39   | 52,4 | 2º | Perde le Conference Semifinals                                                                     | Phoenix 4, Seattle 2                                                                       |
| 1976-77             | 40   | 42   | 48,8 | 4º | -                                                                                                  | -                                                                                          |
| 1977-78             | 47   | 35   | 57,3 | 3º | Vince il Primo Round Vince le Conference Semifinals Vince le Conference Finals Perde le NBA Finals | Seattle 2, Los Angeles 1 Seattle 4, Portland 2 Seattle 4, Denver 2 Washington 4, Seattle 3 |
| 1978-79             | 52   | 30   | 63,4 | 1º | Vince le Conference Semifinals Vince le Conference Finals Vince le NBA Finals                      | Seattle 4, Los Angeles 1 Seattle 4, Phoenix 3 Seattle 4, Washington 1                      |
| 1979-80             | 56   | 26   | 68,3 | 2º | Vince il Primo Round Vince le Conference Semifinals Perde le Conference Finals                     | Seattle 2, Portland 1 Seattle 4, Milwaukee 3 Los Angeles 4, Seattle 1                      |
| 1980-81             | 34   | 48   | 41,5 | 6º | -                                                                                                  | -                                                                                          |
| 1981-82             | 52   | 30   | 63,4 | 2º | Vince il Primo Round Perde le Conference Semifinals                                                | Seattle 2, Houston 1 San Antonio 4, Seattle 1                                              |
| 1982-83             | 48   | 34   | 58,5 | 3º | Perde il Primo Round                                                                               | Portland 2, Seattle 0                                                                      |
| 1983-84             | 42   | 40   | 51,2 | 3º | Perde il Primo Round                                                                               | Dallas 3, Seattle 2                                                                        |
| 1984-85             | 31   | 51   | 37,8 | 4º | -                                                                                                  | -                                                                                          |
| 1985-86             | 31   | 51   | 37,8 | 5º | -                                                                                                  | -                                                                                          |
| 1986-87             | 39   | 43   | 47,6 | 4º | Vince il Primo Round Vince le Conference Semifinals Perde le Conference Finals                     | Seattle 3, Dallas 1 Seattle 4, Houston 2 Los Angeles 4, Seattle 0                          |
| 1987-88             | 44   | 38   | 53,7 | 3º | Perde il Primo Round                                                                               | Denver 3, Seattle 2                                                                        |
| 1988-89             | 47   | 35   | 57,3 | 3º | Vince il Primo Round Perde le Conference Semifinals                                                | Seattle 3, Houston 1 Los Angeles 4, Seattle 0                                              |
| 1989-90             | 41   | 41   | 50,0 | 4º | -                                                                                                  | -                                                                                          |
| 1990-91             | 41   | 41   | 50,0 | 5º | Perde il Primo Round                                                                               | Portland 3, Seattle 2                                                                      |
| 1991-92             | 47   | 35   | 57,3 | 4º | Vince il Primo Round Perde le Conference Semifinals                                                | Seattle 3, Golden State 1 Utah 4, Seattle 1                                                |
| 1992-93             | 55   | 27   | 67,1 | 2º | Vince il Primo Round Vince le Conference Semifinals Perde le Conference Finals                     | Seattle 3, Utah 2 Seattle 4, Houston 3 Phoenix 4, Seattle 3                                |
| 1993-94             | 63   | 19   | 76,8 | 1º | Perde il Primo Round                                                                               | Denver 3, Seattle 2                                                                        |
| 1994-95             | 57   | 25   | 69,5 | 2º | Perde il Primo Round                                                                               | L.A. Lakers 3, Seattle 1                                                                   |
| 1995-96             | 64   | 18   | 78,0 | 1º | Vince il Primo Round Vince le Conference Semifinals Vince le Conference Finals Perde le NBA Finals | Seattle 3, Sacramento 1 Seattle 4, Houston 0 Seattle 4, Utah 3 Chicago 4, Seattle 2        |
| 1996-97             | 57   | 25   | 69,5 | 1º | Vince il Primo Round Perde le Conference Semifinals                                                | Seattle 3, Phoenix 2 Houston 4, Seattle 3                                                  |
| 1997-98             | 61   | 21   | 74,4 | 1º | Vince il Primo Round Perde le Conference Semifinals                                                | Seattle 3, Minnesota 2 L.A. Lakers 4, Seattle 1                                            |
| 1998-99 †           | 25   | 25   | 50,0 | 5º | -                                                                                                  | -                                                                                          |
| 1999-00             | 45   | 37   | 54,9 | 4º | Perde il Primo Round                                                                               | Utah 3, Seattle 2                                                                          |
| 2000-01             | 44   | 38   | 53,7 | 5º | -                                                                                                  | -                                                                                          |
| 2001-02             | 45   | 37   | 54,9 | 4º | Perde il Primo Round                                                                               | San Antonio 3, Seattle 2                                                                   |
| 2002-03             | 40   | 42   | 48,8 | 5º | -                                                                                                  | -                                                                                          |
| 2003-04             | 37   | 45   | 45,1 | 5º | -                                                                                                  | -                                                                                          |
| 2004-05             | 52   | 30   | 63,4 | 1º | Vince il Primo Round Perde le Conference Semifinals                                                | Seattle 4, Sacramento 1 San Antonio 4, Seattle 2                                           |
| 2005-06             | 35   | 47   | 42,7 | 3º | -                                                                                                  | -                                                                                          |
| 2006-07             | 31   | 51   | 38,3 | 5º | -                                                                                                  | -                                                                                          |
| 2007-08             | 20   | 62   | 24,4 | 5º | -                                                                                                  | -                                                                                          |
| Totale              | 1746 | 1585 | 52,4 |    | |                                                                                            |
| Playoffs            | 109  | 109  | 50,0 |    | 1 Titolo NBA                                                                                       | 1 Titolo NBA                                                                               |

## Membri della Basketball Hall of Fame
| Membri dei Seattle SuperSonics nella Basketball Hall of Fame | Membri dei Seattle SuperSonics nella Basketball Hall of Fame | Membri dei Seattle SuperSonics nella Basketball Hall of Fame | Membri dei Seattle SuperSonics nella Basketball Hall of Fame | Membri dei Seattle SuperSonics nella Basketball Hall of Fame |
| Giocatori                                                    | Giocatori                                                    | Giocatori                                                    | Giocatori                                                    | Giocatori                                                    |
| Num.                                                         | Nome                                                         | Ruolo                                                        | Stagione/i                                                   | Introdotto                                                   |
| ------------------------------------------------------------ | ------------------------------------------------------------ | ------------------------------------------------------------ | ------------------------------------------------------------ | ------------------------------------------------------------ |
| 19                                                           | Lenny Wilkens                                                | P                                                            | 1968–1972                                                    | 1989                                                         |
| 44                                                           | David Thompson                                               | AP/G                                                         | 1982–1984                                                    | 1996                                                         |
| 33                                                           | Patrick Ewing                                                | C                                                            | 2000–2001                                                    | 2008                                                         |
| 24                                                           | Dennis Johnson                                               | P/G                                                          | 1976-1980                                                    | 2010                                                         |
| 2 20                                                         | Gary Payton                                                  | P                                                            | 1990–2003                                                    | 2013                                                         |
| 30                                                           | Šarūnas Marčiulionis                                         | AP/G                                                         | 1994-1995                                                    | 2014                                                         |
| 24                                                           | Spencer Haywood                                              | AG/C                                                         | 1971–1975                                                    | 2015                                                         |
| 34                                                           | Ray Allen                                                    | G                                                            | 2003–2007                                                    | 2018                                                         |
| 43                                                           | Jack Sikma                                                   | C/AG                                                         | 1977–1986                                                    | 2019                                                         |
| 44                                                           | Paul Westphal                                                | P/G                                                          | 1980–1981                                                    | 2019                                                         |
| Allenatori                                                   |                                                              |                                                              |                                                              |                                                              |
| Nome                                                         | Nome                                                         | Ruolo                                                        | Stagione/i                                                   | Introdotto                                                   |
| Lenny Wilkens                                                | Lenny Wilkens                                                | Allenatore                                                   | 1969–1972 1977-1985                                          | 1998                                                         |
| Bill Russell                                                 | Bill Russell                                                 | Allenatore                                                   | 1973–1977                                                    | 2021                                                         |
| George Karl                                                  | George Karl                                                  | Allenatore                                                   | 1992–1998                                                    | 2022                                                         |
| Contributori                                                 |                                                              |                                                              |                                                              |                                                              |
| Nome                                                         | Nome                                                         | Ruolo                                                        | Stagione/i                                                   | Introdotto                                                   |
| Rod Thorn                                                    | Rod Thorn                                                    | Giocatore                                                    | 1967–1971                                                    | 2018                                                         |
| Rick Welts                                                   | Rick Welts                                                   | Dirigente                                                    | 1969–1979                                                    | 2018                                                         |

### FIBA Hall of Fame
| Membri Seattle SuperSonics nella FIBA Hall of Fame | Membri Seattle SuperSonics nella FIBA Hall of Fame | Membri Seattle SuperSonics nella FIBA Hall of Fame | Membri Seattle SuperSonics nella FIBA Hall of Fame | Membri Seattle SuperSonics nella FIBA Hall of Fame |
| Giocatori                                          | Giocatori                                          | Giocatori                                          | Giocatori                                          | Giocatori                                          |
| Num.                                               | Nome                                               | Ruolo                                              | Stagione/i                                         | Introdotto                                         |
| -------------------------------------------------- | -------------------------------------------------- | -------------------------------------------------- | -------------------------------------------------- | -------------------------------------------------- |
| 30                                                 | Šarūnas Marčiulionis                               | AP/G                                               | 1994–1995                                          | 2015                                               |
| 11                                                 | Detlef Schrempf                                    | AP/AG                                              | 1993–1999                                          | 2022                                               |

## Numeri ritirati
| Numeri ritirati Seattle SuperSonics |                 |       |            |                      |
| Num.                                | Giocatore       | Ruolo | Stagione/i | Giorno ritiro maglia |
| 19                                  | Lenny Wilkens   | P     | 1968–1972  | 19 Ottobre 1979      |
| 32                                  | Fred Brown      | G/P   | 1971–1984  | 6 Novembre 1986      |
| 43                                  | Jack Sikma      | C/AG  | 1977–1986  | 21 Novembre 1992     |
| 10                                  | Nate McMillan   | P/G   | 1986–1998  | 24 Marzo 1999        |
| 1                                   | Gus Williams    | P/G   | 1977–1984  | 26 Marzo 2004        |
| 24                                  | Spencer Haywood | AG/C  | 1971–1975  | 26 Febbraio 2007     |

## Allenatori
| Legenda | Legenda                                                                   |
| ------- | ------------------------------------------------------------------------- |
| PA      | Partite allenate                                                          |
| V       | Vittorie                                                                  |
| S       | Sconfitte                                                                 |
| V%      | Percentuale di vittorie                                                   |
|         | Ha trascorso l'intera sua carriera da allenatore in NBA con i SuperSonics |
|         | Eletto nella Basketball Hall of Fame                                      |

Note: Statistiche aggiornate a fine stagione 2007-2008.
| Seattle SuperSonics |                    |           |     |     |     |      |    |    |    |      |                     |  |
| 1                   | Al Bianchi         | 1967–1970 | 164 | 53  | 111 | .323 | —  | —  | —  | —    |                     |  |
| 2                   | Lenny Wilkens      | 1969–1973 | 246 | 121 | 125 | .492 | —  | —  | —  | —    |                     |  |
| 3                   | Tom Nissalke       | 1972      | 45  | 13  | 32  | .289 | —  | —  | —  | —    |                     |  |
| 4                   | Bucky Buckwalter   | 1973      | 37  | 13  | 24  | .351 | —  | —  | —  | —    |                     |  |
| 5                   | Bill Russell       | 1973–1977 | 328 | 162 | 166 | .498 | 15 | 6  | 9  | .400 |                     |  |
| 6                   | Bob Hopkins        | 1977      | 22  | 5   | 17  | .227 | —  | —  | —  | —    |                     |  |
| —                   | Lenny Wilkens      | 1977–1985 | 634 | 357 | 277 | .563 | 69 | 37 | 32 | .536 | 1 titolo NBA (1979) |  |
| 7                   | Bernie Bickerstaff | 1985–1990 | 410 | 202 | 208 | .493 | 27 | 12 | 15 | .444 |                     |  |
| 8                   | K.C. Jones         | 1990–1991 | 118 | 59  | 59  | .500 | 5  | 2  | 3  | .400 |                     |  |
| 9                   | Bob Kloppenburg    | 1991      | 4   | 2   | 2   | .500 | —  | —  | —  | —    |                     |  |
| 10                  | George Karl        | 1992–1998 | 534 | 384 | 150 | .719 | 80 | 40 | 40 | .500 |                     |  |
| 11                  | Paul Westphal      | 1998–2000 | 147 | 76  | 71  | .517 | 5  | 2  | 3  | .400 |                     |  |
| 12                  | Nate McMillan      | 2000–2005 | 395 | 212 | 183 | .537 | 16 | 8  | 8  | .500 |                     |  |
| 13                  | Bob Weiss          | 2005      | 30  | 13  | 17  | .433 | —  | —  | —  | —    |                     |  |
| 14                  | Bob Hill           | 2005–2007 | 134 | 53  | 81  | .396 | —  | —  | —  | —    |                     |  |
| 15                  | P.J. Carlesimo     | 2007–2008 | 82  | 20  | 62  | .244 | —  | —  | —  | —    |                     |  |

## Presidenti
- Don Richman (1967-1968)
- Dick Vertlieb (1968-1970)
- Bob Houbregs (1970-1973)
- Bill Russell (1973-1977)
- Zollie Volchok (1977-1983)
- Les Habegger (1983-1985)
- Lenny Wilkens (1985-1986)
- Bob Whitsitt (1986-1994)
- Wally Walker (1994-2001)
- Rick Sund (2001-2007)
- Sam Presti (2007-2008)

## Palmarès
| Palmarès Seattle SuperSonics |        |                                                                  |
|                              | Titoli | Anni                                                             |
| Titoli NBA                   | 1      | 1979                                                             |
| Titoli di Conference         | 3      | 1978, 1979, 1996                                                 |
| Titoli di Division           | 6      | 1978-1979, 1993-1994, 1995-1996, 1996-1997, 1997-1998, 2004-2005 |

## Premi individuali
Bill Russell NBA Finals Most Valuable Player Award
- Dennis Johnson – 1979

NBA Rookie of the Year Award
- Kevin Durant – 2008

NBA Defensive Player of the Year Award
- Gary Payton – 1996

NBA Most Improved Player Award
- Dale Ellis – 1987

NBA All-Star Game
- Gary Payton – 1994, 1995, 1996, 1997, 1998, 2000, 2001, 2002, 2003
- Jack Sikma – 1979, 1980, 1981, 1982, 1983, 1984, 1985
- Shawn Kemp – 1993, 1994, 1995, 1996, 1997
- Spencer Haywood – 1972, 1973, 1974, 1975
- Ray Allen – 2004, 2005, 2006, 2007
- Lenny Wilkens – 1969, 1970, 1971
- Dennis Johnson – 1979, 1980
- Gus Williams – 1982, 1983
- Detlef Schrempf – 1995, 1997
- Walt Hazzard – 1968
- Bob Rule – 1969
- Fred Brown – 1976
- Paul Westphal – 1981
- Lonnie Shelton – 1982
- David Thompson – 1983
- Tom Chambers – 1987
- Xavier McDaniel – 1988
- Dale Ellis – 1989
- Vin Baker – 1998
- Rashard Lewis – 2005

NBA All-Star Game Most Valuable Player Award
- Lenny Wilkens – 1971
- Tom Chambers – 1987

All-NBA First Team
- Spencer Haywood - 1972, 1973
- Gary Payton - 1998, 2000
- Gus Williams - 1982

All-NBA Second Team
- Gary Payton - 1995, 1996, 1997, 1999, 2002
- Shawn Kemp - 1994, 1995, 1996
- Spencer Haywood - 1974, 1975
- Dennis Johnson - 1980
- Gus Williams - 1980
- Vin Baker - 1998
- Ray Allen - 2005

All-NBA Third Team
- Gary Payton - 1994, 2001
- Dale Ellis - 1989
- Detlef Schrempf - 1995

NBA All-Defensive First Team
- Gary Payton - 1994, 1995, 1996, 1997, 1998, 1999, 2000, 2001, 2002
- Dennis Johnson - 1979, 1980
- Slick Watts – 1976

NBA All-Defensive Second Team
- Nate McMillan - 1994, 1995
- Lonnie Shelton - 1982
- Jack Sikma - 1982
- Danny Vranes - 1985

NBA All-Star Game head coaches
- George Karl – 1994, 1996, 1998
- Lenny Wilkens – 1979, 1980

NBA Rookie First Team
- Bob Rule - 1968
- Al Tucker - 1968
- Art Harris - 1969
- Tommy Burleson - 1975
- Jack Sikma - 1978
- Xavier McDaniel - 1986
- Derrick McKey - 1988
- Kevin Durant – 2008
- Jeff Green – 2008

NBA Rookie Second Team
- Gary Payton - 1991
- Desmond Mason - 2001
- Vladimir Radmanović - 2002

NBA Slam Dunk Contest
- Desmond Mason - 2001

NBA Three-point Shootout
- Dale Ellis - 1989

NBA Sportsmanship Award
- Hersey Hawkins – 1999
- Ray Allen - 2003

NBA Executive of the Year Award
- Zollie Volchok – 1983
- Bob Whitsitt - 1994

J. Walter Kennedy Citizenship Award
- Slick Watts – 1976

## Statistiche individuali
Partita singola
- Punti: 58 di Fred Brown contro i Golden State Warriors, 23 marzo 1974
- Minuti: 69 di Dale Ellis contro i Milwaukee Bucks, 9 novembre 1989
- Rimbalzi: 30 di Jim Fox contro i Los Angeles Lakers, 26 dicembre 1973
- Assist: 25 di Nate McMillan contro i Los Angeles Clippers, 23 febbraio 1987
- Palle recuperate:
  - 10 di Fred Brown contro i Philadelphia 76ers, 3 dicembre 1976
  - 10 di Gus Williams contro i New Jersey Nets, 22 febbraio 1978
- Stoppate:
  - 10 di Shawn Kemp contro i Los Angeles Lakers, 18 gennaio 1991
  - 10 di Calvin Booth contro i Cleveland Cavaliers, 13 gennaio 2004
- Tiro da 3 punti: 9 di Dale Ellis contro i Los Angeles Clippers, 20 aprile 1990

Stagione
- Punti: 2.253 di Dale Ellis, 1988-89
- Punti a partita: 29,2 di Spencer Haywood, 1972-73
- Minuti: 3.463 di Lenny Wilkens, 1968-69
- Rimbalzi: 1.038 di Jack Sikma, 1981-82
- Rimbalzi a partita: 13,4 di Spencer Haywood, 1973-74
- Assist: 766 di Lenny Wilkens, 1971-72
- Assist a partita: 9,6 by Lenny Wilkens, 1971-72
- Palle recuperate: 261 di Slick Watts, 1975-76
- Palle recuperate a partita: 3,18 di Slick Watts, 1975-76
- Stoppate: 180 di Alton Lister, 1986-87 e 1988-89
- Stoppate a partita: 2,4 di Alton Lister, 1986-87
- Tiro da 3 punti: 269 di Ray Allen, 2005-2006
- Triple doppie: 5 di Lenny Wilkens, 1968-1969

## Leader di franchigia
1. Gary Payton (18.207)
2. Fred Brown (14.018)
3. Jack Sikma (12.258)
4. Rashard Lewis (12.034)
5. Shawn Kemp (10.148)
6. Gus Williams (9.676)
7. Dale Ellis (9.405)
8. Xavier McDaniel (8.438)
9. Spencer Haywood (8.131)
10. Tom Chambers (8.028)
11. Ray Allen (7.237)
12. Detlef Schrempf (6.870)
13. Dick Snyder (6.507)
14. Derrick McKey (6.159)
15. Lenny Wilkens (6.010)
16. Bob Rule (5.646)
17. Vin Baker (5.054)
18. Sam Perkins (4.844)
19. Nate McMillan (4.733)
20. Dennis Johnson (4.590)
21. Lonnie Shelton (4.460)
22. Ricky Pierce (4.393)
23. Brent Barry (4.107)
24. Tom Meschery (4.050)
25. Hersey Hawkins (3.798)
26. Michael Cage (3.742)
27. Eddie Johnson (3.714)
28. John Johnson (3.608)
29. Slick Watts (3.396)
30. Al Wood (3.265)

1. Gary Payton (36.858)
2. Jack Sikma (24.707)
3. Fred Brown (24.422)
4. Rashard Lewis (20.921)
5. Nate McMillan (20.462)
6. Shawn Kemp (18.609)
7. Gus Williams (16.262)
8. Dale Ellis (15.057)
9. Detlef Schrempf (14.513)
10. Derrick McKey (13.957)

1. Gary Payton (2.107)
2. Nate McMillan (1.544)
3. Fred Brown (1.149)
4. Gus Williams (1.086)
5. Slick Watts (833)
6. Shawn Kemp (775)
7. Jack Sikma (755)
8. Rashard Lewis (708)
9. Hersey Hawkins (536)
10. Brent Barry (528)

1. Jack Sikma (7.729)
2. Shawn Kemp (5.978)
3. Gary Payton (4.240)
4. Michael Cage (3.975)
5. Spencer Haywood (3.954)
6. Rashard Lewis (3.595)
7. Nate McMillan (3.222)
8. Xavier McDaniel (2.839)
9. Tom Meschery (2.813)
10. Bob Rule (2.643)

1. Shawn Kemp (959)
2. Jack Sikma (705)
3. Alton Lister (500)
4. Tom Burleson (420)
5. Derrick McKey (375)
6. Rashard Lewis (362)
7. Nate McMillan (356)
8. Jerome James (339)
9. James Donaldson (314)
10. Jim McIlvaine (301)

1. Gary Payton (7.384)
2. Nate McMillan (4.893)
3. Fred Brown (3.160)
4. Gus Williams (2.865)
5. Lenny Wilkens (2.777)
6. Jack Sikma (2.345)
7. Slick Watts (2.274)
8. Luke Ridnour (1.805)
9. Brent Barry (1.668)
10. Detlef Schrempf (1.652)

1. Rashard Lewis (973)
2. Gary Payton (917)
3. Ray Allen (869)
4. Dale Ellis (699)
5. Brent Barry (669)
6. Sam Perkins (592)
7. Vladimir Radmanović (510)
8. Hersey Hawkins (469)
9. Detlef Schrempf (340)
10. Nate McMillan (298)

1. Spencer Haywood (24,9)
2. Ray Allen (24,6)
3. Bob Rule (21,4)
4. Dale Ellis (20,9)
5. Xavier McDaniel (20,7)
6. Tom Chambers (20,4)
7. Gus Williams (20,3)
8. Kevin Durant (20,3)
9. Lenny Wilkens (19,5)
10. Ricky Pierce (18,5)
11. Gary Payton (18,2)